# The Fallout (album)
Pour les articles homonymes, voir The Fallout.
Albums de Crown the Empire
The Resistance: Rise of The Runaways
(2014)
Singles
1. Makeshift Chemistry
Sortie : 23 octobre 2012
2. Limitless
Sortie : 9 décembre 2012

The Fallout est le premier album du groupe américain de metalcore Crown the Empire, sorti le 19 novembre 2012 aux États-Unis sous le label Rise Records.

## Critiques
The Fallout reçoit des critiques plutôt mixés à sa sortie.

## Liste des titres
| 1.    | Oh, Catastrophe            | 1:59 |
| 2.    | The Fallout                | 3:56 |
| 3.    | Memories of a Broken Heart | 4:13 |
| 4.    | Makeshift Chemistry        | 4:11 |
| 5.    | The One You Feed           | 3:53 |
| 6.    | Menace                     | 4:28 |
| 7.    | Graveyard Souls            | 3:22 |
| 8.    | Two's Too Many             | 3:05 |
| 9.    | Evidence                   | 3:26 |
| 10.   | Children of Love           | 3:04 |
| 11.   | Johnny's Revenge           | 4:15 |
| 39:42 |                            |      |

| Réedition deluxe | Réedition deluxe                          | Réedition deluxe | Réedition deluxe | Réedition deluxe | Réedition deluxe | Réedition deluxe | Réedition deluxe | Réedition deluxe | Réedition deluxe |
| No               | Titre                                     | Durée            |                  |                  |                  |                  |                  |                  |                  |
| ---------------- | ----------------------------------------- | ---------------- | ---------------- | ---------------- | ---------------- | ---------------- | ---------------- | ---------------- | ---------------- |
| 12.              | The Glass Elevator (Walls) (réenregistré) | 2:59             |                  |                  |                  |                  |                  |                  |                  |
| 13.              | Breaking Point (réenregistré)             | 4:34             |                  |                  |                  |                  |                  |                  |                  |
| 14.              | Wake Me Up (réenregistré)                 | 4:20             |                  |                  |                  |                  |                  |                  |                  |
| 15.              | Johnny Ringo (réenregistrée)              | 4:14             |                  |                  |                  |                  |                  |                  |                  |
| 16.              | Voices (réenregistré)                     | 3:19             |                  |                  |                  |                  |                  |                  |                  |
| 17.              | Limitless (réenregisté)                   | 4:21             |                  |                  |                  |                  |                  |                  |                  |
| 18.              | Lead Me Out of the Dark                   | 3:18             |                  |                  |                  |                  |                  |                  |                  |
| 66:57            |                                           |                  |                  |                  |                  |                  |                  |                  |                  |

## Classement
| Classements (2012)                        | Meilleure position |
| ----------------------------------------- | ------------------ |
| États-Unis (Billboard Independent Albums) | 8                  |
| États-Unis (Billboard Hard Rock Albums)   | 7                  |
| États-Unis (Top Heatseekers)              | 1                  |
| États-Unis (Billboard Top Rock Albums)    | 37                 |